# Grasshopper (raket)
Grasshopper (raket) och Falcon 9 Reusable Development Vehicles (F9R Dev, ursprungligen betecknad Grasshopper v1.1) var återvinningsbara experimentella raketer för att demonstrera teknologi för vertikala starter och landningar. Projektet finansierades privat av Spacex, utan någon hjälp från amerikanska regeringen. Två prototyper byggdes, och båda uppskjutna från McGregor, Texas.